# Национальная комиссия по делам женщин
Национальная комиссия по делам женщин (англ. National Commission for Women,  NCW) — нигерийская организация, созданная федеральным правительством Нигерии в 1989 году. Комиссия была призвана содействовать повышению благосостояния женщин в Нигерии. Комиссия была предшественником Федерального министерства Нигерии по делам женщин и развития молодежи (англ. Federal Ministry of Women Affairs and Youth Development).

## История
Отвечая на требования женских организаций Нигерии, в 1988 году федеральное правительство объявило о планах создать «Национальную комиссию по делам женщин и развитию». Местом для объявления была выбрана первая ярмарка Better Life Fair, проходившая в Лагосе в 1988 году. Комиссия была связана с деятельностью первой леди Нигерии Марьям Бабангиды, которая в 1987 году открыла программу «Лучшая жизнь для сельских женщин» (англ. Better Life for Rural Women Programme, BLP).
Комиссия была официально учреждена «Законом о Национальной комиссии по делам женщин» (англ. National Commission for Women Act), военным указом № 30 от 1989 года. Целями комиссии были провозглашены следующие:

- Содействие благополучию женщин в целом.
- Содействовать полному включению женщин в развитие человеческих ресурсов.
- Добиться признания женщин полноправными участниками всех сфер национального развития с равными правами и соответствующими обязанностями.
- Полностью искоренить социальные и культурные практики, ведущие к дискриминации и дегуманизации женщин.

Участник кампании и академик Боланле Аве был назначен первым председателем комиссии. Он работал в этом качестве с 1990 по 1992 год. Однако между комиссией и программой «Лучшая жизнь для сельских женщин» существовала конкуренция. Марьям Бабангида стремилась к контролю над комиссией и оказывала давление на Аве. Это противостояние привело к аресту Аве в 1992 году. В августе 1992 года президент Бабангида издал указ (№ 42), который реорганизовал комиссию, передав её под контроль канцелярии первой леди.